# Salz ist wertvoller als Gold
 Salz ist wertvoller als Gold, auch Salz ist kostbarer als Gold, ist ein slowakisches Volksmärchen, das u. a. von Božena Němcová in ihrer Sammlung slowakischer Märchen niedergeschrieben wurde.

## Inhalt
Ein greiser König muss entscheiden, welcher seiner drei Töchter er den Thron vererben soll. Deshalb beschließt er, sie auf die Probe zu stellen, und fragt sie, wie wertvoll er ihnen sei. Diejenige, die ihn am meisten liebt, soll die nächste Königin werden. Die älteste Tochter, Agnes, erklärt, ihr Vater sei ihr so lieb wie Gold. Die zweite Tochter, Ludmila, antwortet, ihr Vater sei ihr so lieb wie ihr Brautgeschmeide. Die jüngste, Maruschka, sagt, er sei ihr so lieb wie Salz. Der erzürnte König jagt daraufhin Maruschka fort. Plötzlich verschwinden alle Salzvorräte in seinem Reich. Den Bewohnern des Reiches schmeckt fortan das Essen nicht mehr und schließlich werden sie durch den Salzmangel schwach und krank. Der König erkennt das Unrecht, das er Maruschka angetan hat, und hofft, dass sie nach Hause zurückkehrt.
Maruschka ihrerseits hat Unterschlupf bei einer alten Frau gefunden, die in Wahrheit eine gute Fee ist. Bei ihr lernt sie bäuerliche und handwerkliche Tätigkeiten. Als Lohn für ihren Dienst bittet sie bescheiden nur um ein wenig Salz, um es ihrem Vater zu bringen. Am Ende wird Maruschka, mit ihrem Vater versöhnt und mit unerschöpflichen Salzvorräten gesegnet, zur Königin gekrönt.
In der Verfilmung Der Salzprinz wurde eine Liebesgeschichte mit dem Sohn des Königs des (unterirdischen) Salzreiches eingebaut. Hier ist die gute Fee die Mutter des vom Vater für seine Liebe zu einer Sterblichen bestraften Prinzen.

## Film
- 1955: Es war einmal ein König – ČSR, Märchenfilm, Regie: Bořivoj Zeman
- 1983: Der Salzprinz – ČSSR, Märchenfilm, Regie: Martin Hollý
- 2015: Die Salzprinzessin – Deutschland, Märchenfilm der 8. Staffel aus der ARD-Reihe Sechs auf einen Streich, Regie: Zoltan Spirandelli

## Theater
- Das Salzmännlein – Marionettentheater Fundus, Olaf Bernstengel[1]
- Salz - kostbarer als Gold – Marionettentheater Märchen an Fäden[2]

## Deutsche Ausgaben (Auswahl)
- Božena Němcová: Das goldene Spinnrad und andere tschechische und slowakische Märchen in der Reihe „Die Bücherkiepe“. Mit 72 Illustrationen von Jutta Hellgrewe. Aus dem Tschechischen übertragen und mit einem Nachwort herausgegeben von Günther Jarosch. Leipzig und Weimar: Gustav Kiepenheuer Verlag, 1990. ISBN 3-378-00378-2